# Aeroport de Bristol Filton
L'Aeroport de Bristol Filton (codi IATA: FZO, codi OACI: EGTG) fou un aeroport privat situat entre les localitats angleses de Filton i Patchway, dins de South Gloucestershire, a 7,4 km al nord de Bristol, Anglaterra. Estigué obert des del 1910 fins al seu tancament el 2012. Tenia una pista de formigó de 2.467 m de longitud. L'últim propietari abans del tancament, BAE Systems Aviation Services Limited, vengué part de les naus industrials i el sòl a Airbus, que el 2016 era la principal empresa establerta a les instal·lacions de l'antic aeroport.
L'aeroport estava envoltat per la carretera A38 a l'est i l'antiga línia de ferrocarril de Londres a Avonmouth cap al sud. Al nord estava envoltat pel Filton Bypass. Una carretera principal disseca ara aquest bypass, travessant les antigues terres d'aeroport i permetent un enllaç de Filton i Patchway cap a la Cribbs Causeway. La construcció d'habitatges de Charlton Hayes s'està construint a la secció de l'aeròdrom que es troba a la ciutat de Patchway.
L'aeròdrom tenia una llicència ordinària de l'autoritat d'aviació civil del Regne Unit (número P741) que permetia el transport públic de passatgers o instruccions de vol segons el permís del llicenciatari. Diversos avions privats van tenir la pista com a les seves llars.
La pista de Filton és més àmplia que la majoria, d'uns 91 m, i té una longitud considerable a 2.467 m de llarg, després d'haver estat estesa per al vol inaugural de la línia d'aviació Bristol Brabazon el 1949. La seva mida també era important a finals dels anys seixanta i principis dels setanta per al desenvolupament i la fabricació de la supersònica Concorde.
Filton va tenir una successió de propietaris. Després d'haver revisat la seva viabilitat comercial, els últims propietaris, BAE Systems Aviation Services Limited, van decidir tancar l'aeroport comercialment a partir del 31 de desembre de 2012. BAE va deixar el lloc, venent parts d'edificis industrials i aterrant Airbus, fet que allà va ampliar la seva presència. A partir de 2016, Airbus és la principal empresa que es va mantenir allà. Ha construït noves oficines i renovat un dels edificis originals de la llista "Aircraft Works", Pegasus House, i també ha restaurat l'històric Filton House. El permís de planificació també es va concedir a Airbus per construir un nou Centre de Desenvolupament de Motors (en anglès: Engine Developement Centre), així com un nou Centre de Desenvolupament de Wing i un Edifici Wing (Wing Developement Centre i Wing Builiding).
El dipòsit regional de classificació de cartes de l'oest d'Anglaterra de Royal Mail va ser construït en una part de l'àrea de l'aeroport abans de tancar-lo.
A partir de 2016, els únics vols procedents de Filton provenen d'una zona donada al National Police Air Service (en català: Servei Aeri de la Policia Nacional) per al seu helicòpter i per a un helicòpter d'una ambulància aèria operat per la Great Western Air Ambulance Charity.